# Adam Zięcik
Adam Janusz Zięcik (ur. 14 grudnia 1943 w Sancygniowie) – polski uczony, profesor nauk rolniczych specjalizujący się w fizjologii i endokrynologii rozrodu zwierząt. Członek korespondent Polskiej Akademii Nauk od 2004 roku, członek rzeczywisty tej instytucji od 2016 roku. Absolwent Akademii Rolniczo-Technicznej w Olsztynie (rocznik 1968 – ówcześnie pod nazwą Wyższa Szkoła Rolnicza w Olsztynie).